# Bostwick
Bostwick és una població dels Estats Units a l'estat de Geòrgia. Segons el cens del 2000 tenia 322 habitants.

## Demografia
Segons el cens del 2000, Bostwick tenia 322 habitants, 125 habitatges, i 88 famílies. La densitat de població era de 40,4 habitants per km².
Dels 125 habitatges en un 29,6% hi vivien nens de menys de 18 anys, en un 60% hi vivien parelles casades, en un 7,2% dones solteres, i en un 28,8% no eren unitats familiars. En el 26,4% dels habitatges hi vivien persones soles l'11,2% de les quals corresponia a persones de 65 anys o més que vivien soles. El nombre mitjà de persones vivint en cada habitatge era de 2,58 i el nombre mitjà de persones que vivien en cada família era de 3,16.
Per edats la població es repartia de la següent manera: un 24,2% tenia menys de 18 anys, un 5,9% entre 18 i 24, un 33,2% entre 25 i 44, un 23,3% de 45 a 60 i un 13,4% 65 anys o més.
L'edat mediana era de 38 anys. Per cada 100 dones de 18 o més anys hi havia 95,2 homes.
La renda mediana per habitatge era de 39.464 $ i la renda mediana per família de 56.667 $. Els homes tenien una renda mediana de 30.000 $ mentre que les dones 28.750 $. La renda per capita de la població era de 19.005 $. Entorn del 5,7% de les famílies i el 7,5% de la població estaven per davall del llindar de pobresa.

## Poblacions més properes
El següent diagrama mostra les poblacions més properes.